# 皇帝亚历山大二世级战列舰
亚历山大二世级战列舰是沙俄海军的一级两艘战列舰，服役于1880年代。它们的设计目的是与波罗的海的小国的装甲舰作战，由于建造周期漫长，到服役时已落伍，它们装有衝角。亚历山大二世号曾于波罗的海和地中海服役，之后在1904年降级为训练舰，到一战时也无作为，1917年加入布尔什维克的海军，1922年卖掉拆解。尼古拉一世号曾在波罗的海和地中海服役，日清战争和日俄战争时在太平洋服役，于对马海战中投降，编入大日本帝国海军成为壹岐号，1915年作为靶舰击沉。 